# ABC交通情報
ABC交通情報（ABCこうつうじょうほう）は、朝日放送ラジオ（ABCラジオ）で放送する交通情報の総称。2018年4月時点では、道路交通情報や鉄道・航空機等の運行状況を随時伝えている。
なお、この項では、朝日放送テレビ（ABCテレビ）で臨時に伝えられる交通情報についても述べる。

## 概要
ラジオでは、平日6時 - 19時台（19時台は火～金）、土曜の7時 - 17時台および日曜10時 - 18時台に、（生ワイド番組での内包分を含めて）1時間に1～2回のペースで放送。大半の時間帯では、関西エリア周辺の高速道路（高速自動車国道と阪神高速道路で分けている）や京阪神の一般道路の情報を、日本道路交通情報センター（JARTIC＝ジャティック）と中継をつないで放送している。基本的に大阪センターからの中継であるが、土日の一部に高速吹田センターからの中継がある。後者の場合は電話での放送となる。
「ABC交通情報」という女声のメロディーを入れた専用のジングルとBGMを用意（曲は3種類用意されている。音楽は綛田陽啓）。生放送番組に内包される時間帯には、その番組のパーソナリティかアシスタントが「ABC交通情報です。交通情報センターの○○さん（○○は担当者の姓名）お願いします」などと言ってから同センターにつなぐ。スポンサーが付く時間帯は「A社、B社がお送りする、ABC交通情報です。交通情報センターの～」という表現になる。また、時間が余る場合には、同センターの担当者が交通マナーに関するお知らせや通行止めの情報を入れることもある。スポンサーが付いた時間帯の場合、番組後にスポンサーのCMを1社分ずつ流した後、「A社、B社がお送りした、ABC交通情報でした。」とアナウンスをして番組を終える。また、次の放送予定時刻の告知を番組のパーソナリティかアシスタントが行うこともある。
『おはようパーソナリティ道上洋三です』に内包される平日7時台には、同センターからの中継に続いて、同番組のアシスタントがスタジオから鉄道・航空機の運行・欠航状況を伝える。同番組内の交通情報に新任の担当者が入る場合には、最初に担当する7時台で交通情報を伝えた後に、リスナーへの自己紹介を兼ねて道上と短めのフリートークを展開することが恒例になっている。
また、月 - 木夕方の『ウラのウラまで浦川です』では、一旦JARTICの担当者が一通り交通情報を伝えたあと、浦川泰幸アナが他の渋滞箇所がないかどうかを担当者に質問し、追加で情報を伝えるのが通例である。
日曜午後の『STAR☆MUSIC☆SUNDAY』『Cheers!』（ともに番組内ではJARTICと呼称。後者は2019年春改編で終了）でも、パーソナリティと担当者とのフリートークがある。
平日6時台前半の『朝も早よから 中原秀一郎です』→『朝も朝も早よから 芦沢誠です』『朝も早よから 桂紗綾です』（2016年9月23日まで『慶元まさ美のおはようパートナー』の枠）では、パーソナリティがスタジオから交通情報の原稿を読み上げる。また、日曜日以外の深夜に生放送される『もうすぐ夜明けABC』でも番組内でパーソナリティの読み上げによる交通情報があったが、2009年に事前収録放送となった際に中止している（2014年より生放送に戻されて以後も再開せず）。また、日曜日の夕方に生ワイド番組を編成している場合にも、その番組のパーソナリティが同様のスタイルで伝えることがある。なお、スタジオからの読み上げの場合には専用のジングルとBGMは使用しない（『朝も早よから』は2021年現在専用のジングルとBGM付き）。
『全国高校野球選手権大会中継』の際は、試合終了後から次の試合開始の合間にABCニュース・天気予報とともに放送している。その際、交通情報センターにつなぐ役割の人のパートはスポンサー名のアナウンスと共に事前録音の形式になっており、交通情報センターの担当者のパートのみ生放送の形式となっている。
テレビでも、ローカル情報番組で大渋滞・通行止めや運休・欠航など、大規模な影響が出る際の交通情報を伝えている。日曜日以外の早朝に放送中の『おはよう朝日です』では、平常時でも字幕で随時交通情報を表示。かつては、日本道路交通情報大阪センターからの生中継形式で交通情報を放送していた。